# Хелештеу (Дамбовица)
Хелештеу (рум. Heleșteu) насеље је у Румунији у округу Дамбовица у општини Концешти. Oпштина се налази на надморској висини од 147 m.

## Становништво
Према подацима из 2002. године у насељу је живело 132 становника, од којих су сви румунске националности.